# Veleselo
Veleselo (en macédonien Велесело) est un village du sud de la Macédoine du Nord, situé dans la municipalité de Novatsi. Le village comptait 4 habitants en 2002.

## Démographie
Lors du recensement de 2002, le village comptait :
- Macédoniens : 4